# Tenuiphantes crassus
Tenuiphantes crassus är en spindelart som beskrevs av Andrei V. Tanasevitch och Michael Ilmari Saaristo 2006. Tenuiphantes crassus ingår i släktet Tenuiphantes och familjen täckvävarspindlar.
Artens utbredningsområde är Nepal. Inga underarter finns listade i Catalogue of Life.